# 신토네정
신토네정(新利根町)은 이바라키현 이나시키군에 있었던 정이다. 